# Епархия Ларедо
Епархия Ларедо (лат. Dioecesis Laredana) — епархия Римско-Католической церкви в городе Ларедо, штат Техас, США. Епархия Ларедо входит в митрополию Сан-Антонио. Кафедральным собором епархии Ларедо является Собор Святого Августина.

## История
3 июля 2000 года Римский папа Иоанн Павел II издал буллу Solliciti de maiore, которой учредил епархию Ларедо, выделив её из епархии Корпус-Кристи и архиепархии Сан-Антонио.

## Ординарии епархии
- епископ Джеймс Энтони Тамайо[англ.] (с 03.07.2000)

## Источник
- Annuario Pontificio, Libreria Editrice Vaticana, Città del Vaticano, 2003, ISBN 88-209-7422-3
- Булла Solliciti de maiore'  (лат.)